# Ocuparea Irakului din 2003-2004
Ocuparea Irakului, condusă de armata americană cu sprijinul Regatului Unit, Poloniei și într-o proporție mai mică de alte țări aliate, încearcă oficial să înlocuiască sistemul impus de Saddam Hussein, după prăbușirea acestuia, cu un sistem democratic (încă supervizat de Statele Unite) și să reconstruiască infrastuctura civilă devastată de forțele de ocupare în timpul invaziei Irakului din 2003.
Pentru a organiza reconstrucția, s-a creat un Birou de Reconstrucție și Asistență Umanitară. Din aprilie până în mai 2003, ORHA a fost condus de generalul Jay Garner, înlocuit mai târziu de administratorul civil american Paul Bremer.
S-a început împărțirea anumitor puteri cu un consiliu de guvernare irakian provizoriu.
O problemă gravă de rezolvat de către forțele de ocupație este instabilitatea și câteva cazuri de inexistență, ale serviciilor de furnizare a apei potabile, gazului și a electricității, distruse de americani în timpul invaziei.
Bremer a anunțat că suveranitatea și controlul total vor fi conferite guvernului irakian la 30 iunie 2004. La 28 iunie Bremer, reprezentând guvernul Statelor Unite, a oferit formal suveranitatea guvernului irakian. În practivă, acest guvern este limitat puternic, datorită  absenței unor importanți lideri sciiți, lipsa de control asupra activității trupelor străine și atacurile teroriste ale rezistenței irakiene.

## Țări participante
Dintre cele 45 de țări considerate de Statele Unite a fi membre ale Coaliției Statelor Unite contra Irakului, următoarele au trupe active în Irak:
| - Albania - Australia - Azerbaidjan - Bulgaria - Coreea de Sud - Danemarca - El Salvador - Estonia - Georgia - Ungaria - Italia - Japonia - Kazahstan - Letonia - Lituania | - Macedonia - Mongolia - Moldova - Norvegia - Polonia - Portugalia - Regatul Unit - Republica Cehă - România - Slovacia - Slovenia - Tonga - Țările de Jos - Ucraina |

### Retrageri de trupe
Retragerea Spaniei din Irak (martie 2004), urmată de Honduras, Nicaragua și Republica Dominicană, a redus din sprijinul internațional acordat ocupației conduse de Statele Unite. Ultima unitate combatantă a forțelor militare ale SUA a fost retrasă în 19 august 2010.

## Probleme de "lege și ordine"
În timpul invaziei, Statele Unite au declarat dizolvarea armatei și forțelor de securitate irakiene, acuzându-le de corupție și de a se afla sub controlul persoanelor fidele lui Sadam Husein. Puțin timp mai târziu, înainte de incapacitatea de a controla situația, în special în orașele sunite, s-au văzut nevoite să recruteze un număr mare de efective, dintre cei care erau considerați cei mai corupți.
Acest lucru, împreună cu situația dezastroasă cauzată de anii de blocadă și invazie, care au distrus mare parte din infrastructura țărilor, au motivat anumite dificultăți ale americanilor în păstrarea controlului în orașe, pe drumuri și în infrastuctura petrolieră.
Pentru a încerca să reprime rezistanța orgnaizată și mulțumirea populară în creștere, Statele Unite au început antrenarea forțelor polițenești, au împrăștiat în toată țara forțe paramilitare americane și au început crearea unui nucleu pentru o nouă armată în jurul forțelor kurde și vechi membri ai armatei lui Sadam Husein.

## Ocupația coaliției
Înainte de invazue, George W. Bush, președintele Statelor Unit, a promis o tranziție rapidă a puterii către un guvern democratic, începând printr-o constituție irakiană. De asemenea a subliniat că invazia Irakului nu a constat în o ocupare a acestuia, ci într-o "eliberare". În mai 2003, a spus că guvernul democratic irakian va fi stabilit "cât mai rapid posibil".
În noiembrie 2003, funcționarii americani au anunțat planul de colocare a unei autorități politice în Irak. Statele Unite a prezentat planuri pentru menținerea autorității militare, se creează chiar și o nouă armată irakiană.
Autoritatea Provizorie a Coaliției a împărțit Irakul după anumite chestiuni administrative, în trei zone de securitate: o zonă de nord formată din regiunile Mosul-Kirkuk, o zonă centrală formată din regiunile Bagdad-Tikrit și o zonă de sud formată din regiunile Basora-Nasiriya. Zonele nordică și centrală sunt administrate de trupele americane, în timp ce zona sudică este guvernată de trupe poloneze (în special în Nasiriya) și britanice (în special Basora).

### Căutarea de arme de distrugere în masă nu a avut succes
Coaliția comandată de Bush nu a găsit nici o presupusă armă de distrugere în masă, arme care au fost pretext pentru invadarea Irakului.
- Rezoluția ONU în care se cere Irakului să demonstreze că nu deține arme interzise Arhivat în 6 martie 2005, la Wayback Machine.

Acest lucru a provocat o luptă de credibilitate între Tony Blair și întreprinderea de comunicații BBC, în urma căreia credibilitatea sa a scăzut notabil în favoarea BBC. Anumite grupuri de interese australiene au cerut demisia sa
În ceea ce-l privește pe George W. Bush, acesta a preziat că a acționat după informațiile CIA. Directorul Agenției a negat faptul că s-ar fi afirmat existența unor arme de distrugere în Irak. Președintele american a creat, în consecință, o comisie destinată să investigheze dacă informațiile CIA justificau intervenția în Irak.

### Capturarea și judecarea lui Sadam Husein
Pe 13 decembrie 2003, Sadam Husein a fost capturat de forțele americane și kurdo-irakiene.

### Scandaluri
Recent, descoperirea torturilor aplicate prizonierilor independiști irakieni din închisoarea Abu Ghraib, și probabil și din alte penitenciare, a stricat imaginea forțelor ocupante, fiind puse la îndoială todeauna mai mult scopurile cât și mijloacele acestoara.
Indignarea crește și respingerea de către locuitori a invadatorilor este tot mai evidentă, alimentată de publicarea, în mediile de comunicare internaționale, a unor imagini care evidențează torturi fizice și psihologice teribile, tratamente inumane și umilitoare aplicate de militari americani și britanici prizonierilor închiși în penintenciare ca Abu Ghraib (faimoasă pentru campania de propagandă făcută de guvernul SUA în sprijinul invaziei).

## Guvernul civil
Crearea unui nou guvern civil în Irak este complicată din cauza diferențelor religioase între majoritatea șiită și clasa sunnită care se află la guvernare. În plus, în nordul Irakului, kurzii au avut o autonomie de facto timp de 12 ani, aflându-se sub protecția zonei de excluziune aeriană și cer o autonomie juridică a teriotriului pe care sunt răspândiți.
La 16 mai 2003 autoritățile americane au abandonat planul de acordare a autorității guvernului civil irakian ales (la fel cum s-a întâmplat în Afganistan, vezi invazia Afganistanului) și au prezentat Națiunilor Unite o rezoluție, care oferea Statelor Unite și Marii Britanii puterea de a aplica sancțiuni economice în Irak, permițând țărilor alite să exploateze resursele de petrol în schimbul reconstrucției Irakului (distrus în timpul războiului, în principal de trupele coaliției). Rezoluția permitea și numiterea de către aceste ei înșiși un guvern provizoriu.

### Rezoluția ONU
Pe 22 mai 2003 Consiliul de Securitate al Națiunilor Unite a votat cu 14 la 0 în favoarea rezoluției prezentate pentru acordarea puterii de guvernare a Irakului și utilizarea resurselor de petrol coaliției care participă la recontrucția țării, în special SUA și Marea Britanie. Rezoluția 1483 a terminat aproape 13 ani de sancțiuni economice, impuse inițial după invazia irakiană a Kuweitului în 1990. Rezoluția aprobă trimiterea de către secretarul general al ONU, Kofi Annan, a unui reprezentant special care să lucreze cu administratorii americani și britanică în reconstrucție, ajutor umanitar și crearea noului guvern. Rezoluția a creat un nou program de fonduri pentru dezvoltarea Irakului prin care se administrează resursele obținute prin exploatarea petrolului. Fondurile vor fi folosite de SUA și Marea Britanie pentru a reconstrui țara, activitate care va fi supravegheată de un nou consiliul consultativ compus de reprezentanți ai SUA și instituții financiare intarnaționale. Acest consiliu își va începe activitatea cu un depozit de un miliard de dolari, fonduri transferate din contul "petrol pentru hrană" al SUA. Programul "petrol pentru hrană" va fi eliminat succesiv pe durata a șase luni. Rezoluția prevede o revizie anuală, lucru cerut de Germania și Franța. Siria, singura țară arabă reprezentată în consiliu, a lipsit de la reuniune.

### Alegeri
Pe durata a mai multor luni, Statele Unite au susținut că au intenția de a convoca ansamblul consitutent, compus din irakinei influenți. Data de desfășurare a acestei convenții a fost schimbată de mai multe ori, până ce convenția a fost suspendată definitiv.
Deși Guvernul Statelor Unite susține că intenția sa este cea de a convoca ulterior alegeri în Irak, în prezent desemnarea ocupanților funcțiilor locale și regionale (primari, guvernatori) se face de către un grup select, intenționându-se evitarea alegerii unor persoane care se opun prezenței americane și britanice, cum ar fi persoane din cler sau alți funcționari radicali și periculoși.
La 15 noiembrie 2003, Consiliul de Guvernare a Irakului a anunțat că guvernul de tranziție va prelua puterile coaliției în iunie 2004, și că acesta va fi la rândul său uramt de un guvern ales la sfârșitul anului 2005, odată ce va fi redactată și aprobată o constituție. Guvernul de tranziție va fi ales în iunie 2004 printr-o selecție a unor membri ai consiliului de tranziție, realizată de Statele Unite.
Consiliul interimar a prezentat publicului cronograma, după ce guvernul american și-a abandonat planul anterior care prevedea că un guvern suveran va lua comanda doar după aprobarea unei constituții și convocarea unor alegeri. Yalal Talabani, șeful actual al consiliul, a declarat că tranziția va implica "crearea unei constituții permanent de către un consiliul ales direct de către popor, și de asemenea alegerea unui nou guvern, conform articolelor acestei noi constituții, până la sfârșitul lui 2005".

## Forțele de rezistență contra ocupației
Acestei ocupații i s-au opus forțe din interiorul Irakului. În primele luni de ocupație, duzine de irakieni s-au implicat în manifestații antiamericane, în părțiile șiite ale țării. Aiatolahul Sayed Mohammed Baqir al-Hakim, care s-a întors în Irak după decenii de exil la scurt timp după ocupație a declarat: "Pe noi nu ne sperie trupele britanice și americane. Țara vrea să-și păstreze suveranitatea, iar forțele coaliției vor trebui să plece." O parte din lupte sunt duse de teroriști străini, adepți ai mișcării Al-Qaida, conduși până în momentul uciderii sale în 2006 de Al-Zarqawi
În lunile care au urmat ocupației, au început să se înregistreze o medie de o moarte zilnică din forțele americane și britanice, în atacuri armate, sinucugașe și în ambuscade. Câteva atacuri contra forțelor de ocupație au rezultat ca represalii la abuzurile forțelor ocupante, cum s-a întâmplat când șase soldați britanici au murit după ce au deschis focul asupra a patru manifestanții la un protest de stradă.
Astfel de atacuri sunt sărbătorie cu furie de locuitorii țării, dând cep impotenței în care se găsesc față de ocupație. Un impact special l-a avut cazul Faluya, unde câțiva agenți CIA americani au fost incinerați iar resturile lor au fost legate de un pod din oraș, lucru care a dus la o puternică contraofensivă militară americană asupra acestui oraș sunnit. Diverse grupuri cu tendințe politice și religioase diferite continuă să mențină o rezistanță dură contra ocupației. Această rezistență este puternică în centrul sunnit al Irakului, care a fost baza puterii lui Sadam Husein, dar și grupurile șiite adepte ale clericului Muqtda al-Sadr au creat o apărare de fier a locurilor sfinte ale acestei secte musulmane.
Atacurile rezistenței se repetă zilnic, fiinde depășită cifra de 1000 de militari americani căzuți pe câmpul de luptă de la începerea invaziei în luna aprilie 2004. În această lună invadatorii au înregistrat cel mai prost bilanț, remarcându-se o tendință clară a incriminării activitățiile rezistenței atât în Bagdad precum și restul orașelor importante ale țării. Ofensiva rebelilor irakieni a lovit în trupele americane și aliate, atât în centrele urbane cât și pe drumuri. De asemenea, au fost obstrucționate lucrările la construcția infrastucturii pentru furnizarea apei și curentului electric, întreprinse de contractanți străini, terminale petroliere din Golful Persic și încărcături cu provizii pentru trupele invadatoare transportate pe căile ferate.
Dacă pentru o anumită perioadă războiul putea apare ca o acțiune anti-americană, începând din 2005 luptele au luat din ce în ce mai mult un caracter sectar, în care diferite grupuri, unele de musulmani șiiți, altele de suniți se luptă între ele. Ca atare, cele mai multe atacuri nici nu sunt îndreptate contra trupelor americane, ci împotriva civililor irakieni. Lupta devine din ce în ce o luptă pentru puterea internă. Armata americană, care avea la început un rol de armată de ocupație, are din ce în ce mai mult un rol de forță de menținere a păcii și ordinii, împotriva unor bande înarmate sectare.

### Războaie de gherilă
În iunie 2003, s-a dezbătut public în SUA dacă forma de luptă a rezistenței se poate chema război de gherilă.
La 17 iunie, generalul John P. Abizaid a spus că forțele din Irak "realizau ceea ce eu aș descrie ca o campanie de gherilă clasică contra noastră. Este un conflict de intensitate joasă în termenii noștri doctrinari, dar oricum am descri-o este un război." Într-o declarație adresată congresului pe 18 iunie, delegatul secretarului pentru Apărare Paul Wolfowitz spunea: "Acolo se desfășoară un război de gherilă, însă noi îl putem câștiga."
Totuși la 31 iunie, secretarul pentru apărare al Statelor Unite, Donald Rumsfeld, a refuzat acceotarea caracterizării situației din Irak ca un război de gherilă și a împărțit rezistența în cinci grupuri:
- Teroriști străini
- Criminali
- Bandiți
- Radicali șiiți sprijiniți de iranieni.
- Partizani ai regimului lui Sadam Husein.

"Acest lucru nu îl aseamănă cu un război de gherilă sau cu o rezistență organizată", zicea Rumsfeld. "Acest lucru face situația să semene mai mult cu cinci grupuri diferite care acționează mai mult ca organizații teroriste, decât ca niște gherile." 

### Sabotaje
O parte din strategia de rezistență consistă în sabotarea echipamentelor trupelor ocupante. Statele Unite au avut intenția de a reconstrui repede infrastuctura petrolieră irakiană pentru ca producția, acum în mâinile contractanților americani, să revină la nivelele dinaintea războiului (obiectiv ascuns evident al invaziei), dar distrugerea sondelor a dat o lovitură mare acestei inițiative.
Conducta petrolieră din nord, care se continuă până în Turcia, a fost obiect al sabotajului, fiind distrusă imediat după ce SUA și-au anunțat intenția de a transporta petrolul în afara țării pe această rută, iar de asemenea pe 23 iunie a fost distrusă o conductă importantă care aproviziona Siria și Libanul. Prin aceste atacuri s-a micșorat capacitatea de transport de petrol a Statelor Unite, în nordul irakian. În sund, un atac din 22 iunie a distrus cea mai importantă conductă de petrol pentru transportul petrolului la rafinăriile din Bagdad. În plus, jaful generalizat a suspendat reactivarea producției în giganticul depozit de petrol de la Rumaila.
Între grupurile care au revendicat atacurile contra ocupației de către coaliție și sabotajele se află Frontul Național Irakian al fidelilor lui Sadam, Partidul Șerpilor și Regresul.

### Campanie de sechestrări
Ca mijloc de presiune pentru ca SUA și aliații lor să abandoneze teritoriul irakian, la 8 aprilie 2004 a început o campanie spontană de sechestrări a cetățenilor națiunilor invadatoare, soldată cu reținerea a trei japonezi, opt sud-coreeni și doi israelieni arabi. La sfârșitul acelei lunii, cifra prizonierilor a crescut la 40, lucru care a determinat țările coaliției să ceară cetățenilor civili să abandoneze Irakul. Trupele filipineze chiar, s-au retras cu totul de pe teritoriul irakian după ce au negociat cu un grupare din rezistența eliberarea cetățenilor săi.

### Orașe rebele
De atunci, securitatea țării este din ce în ce mai precară. Sectoarele șiite, de la care invadatorii se așteptau la sprijin, s-au ridicat împotriva coaliției conduși fiind de clericul Muqtada al-Sadr și s-au opus forțelor străine în orașul Nayaf, oraș de mare importanță religioasă. Al Sadr, văzând că ziarul său a fost interzis de trupele invadatoare și chiar el însuși era obiect de persecuție, a chemat șunniții și șiiți la unitate, pentru a apăra suveranitatea țării.
În paralel, cetățenii orașului Faluya s-au opus ocupanților și au organizat o apărare puternică în fața acestuia, obligând armata americană să ceară o mediere din partea autoritățiilor religioase pentru a obține retragere acestora, precum și desemnarea vechilor militari din regimul lui Sadam Husein pentru asigurarea securității orașului, schimbându-și politica inițială față de membrii vechii armate irakiene și a militanților din Partidul Baath.